# Торенова (Мачерата)
Торенова је насеље у Италији у округу Мачерата, региону Марке.
Према процени из 2011. у насељу је живело 23 становника. Насеље се налази на надморској висини од 0 м.